# ام‌اس‌سی دنیت
ام‌اس‌سی دنیت (به انگلیسی: MSC Danit) یک کشتی است که طول آن ۳۶۵٫۵۰ متر (۱٬۱۹۹٫۱ فوت) می‌باشد. این کشتی در سال ۲۰۰۹ ساخته شد.